# سو بوند
سو بوند (بالإنجليزية: Sue Bond)‏ هي مغنية وممثلة بريطانية، ولدت في 9 مايو 1945 في أيلزبري في المملكة المتحدة.

## وصلات خارجية
- سو بوند على موقع IMDb (الإنجليزية)
- سو بوند على موقع قاعدة بيانات الأفلام السويدية (السويدية)
- سو بوند على موقع قاعدة بيانات الفيلم (الإنجليزية)
- سو بوند على موقع كينوبويسك (الروسية)